# بخش کلیر کریک (شهرستان اشلند، اوهایو)
بخش کلیر کریک (به انگلیسی: Clear Creek Township) یک منطقهٔ مسکونی در ایالات متحده آمریکا است که در شهرستان اشلند، اوهایو واقع شده‌است.
 بخش کلیر کریک ۶۵٫۷ کیلومتر مربع مساحت و ۲٬۲۷۶ نفر جمعیت دارد و ۳۳۸ متر بالاتر از سطح دریا واقع شده‌است.